# Sauce algérienne

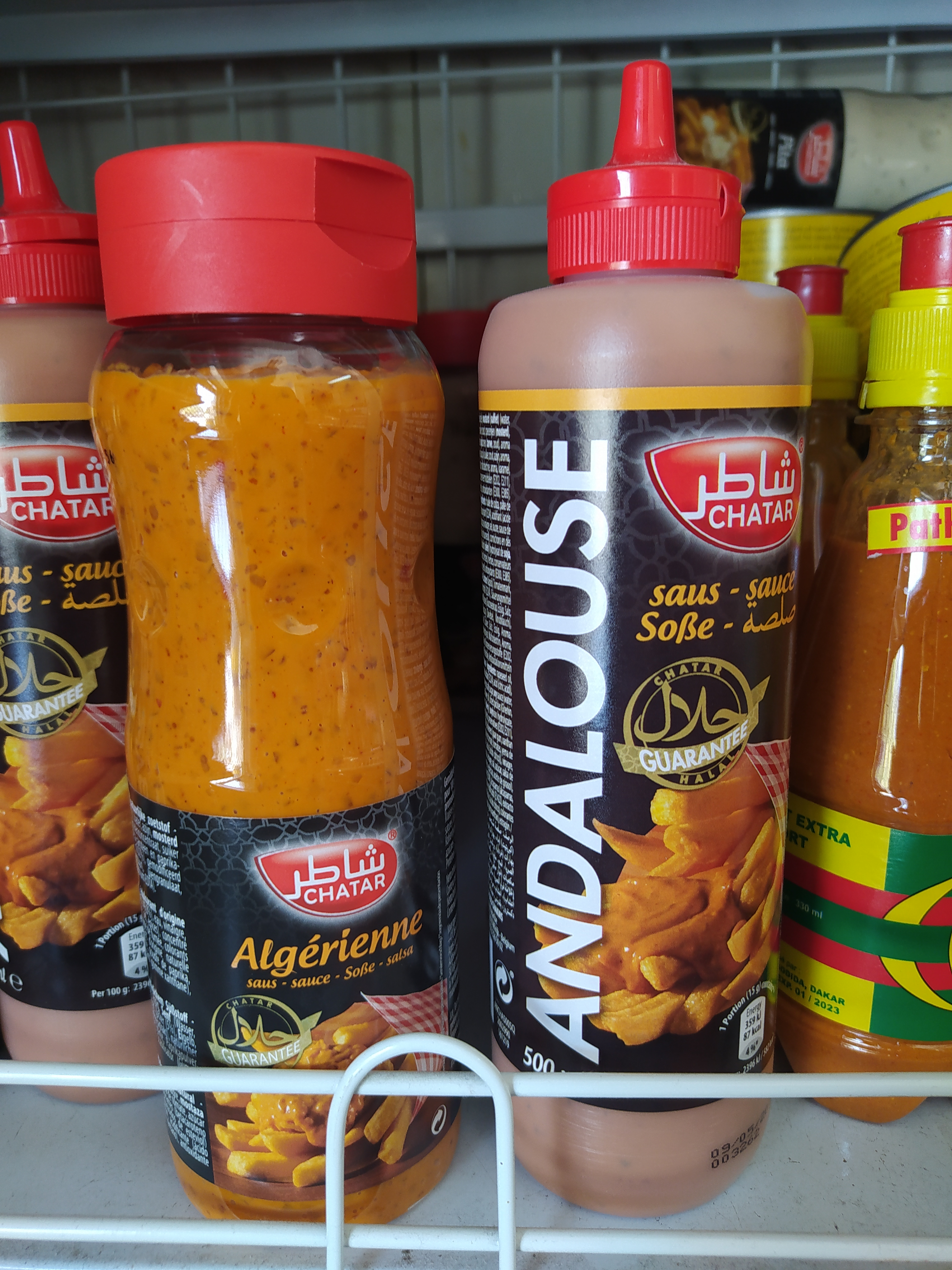
Une bouteille de sauce algérienne (à gauche) à côté d'une autre contenant de la sauce andalouse (à droite).

La sauce algérienne est une sauce piquante et sucrée, de couleur orange ou jaunâtre, servie habituellement dans les commerces de kebab et les friteries en Algérie, au Maroc, en Belgique, en France et en Suisse.

## Historique

### Occurrences historiques
Un « turbot à la sauce algérienne » est cité en 1876 dans le livre intitulé The Book of Menus de William Blanchard Jerrold ; il est servi comme relevé, entre les hors-d'œuvres et les entrées, dans un menu du 3 avril 1875 au Grand hôtel de Paris.
Un procès-verbal du bulletin de la Société nationale de protection de la nature partage un menu du premier juin 1933 au buffet de la gare de Lyon où les légumes incluent des « bulbes de Jacinthe des bois sauce algérienne ». Cette sauce est préparée à base de crème.

### Restauration rapide
Il est probable que la sauce algérienne industrielle telle qu'utilisée dans le contexte  de la restauration rapide soit originaire de Belgique. Elle aurait été créée par l'entreprise Nawhal’s, fondée par un Belge d'origine marocaine.

## Préparation
Les ingrédients sont : mayonnaise, concentré de tomate, harissa, sel, poivre, sucre, oignon, épices, ail, jus de citron, avec certaines variations. La sauce algérienne se démarque de la sauce samouraï par la présence d'oignons grillés.

## Dégustation
La sauce se mange froide avec des frites ou un kebab.